# 10039 Keet Seel
A 10039 Keet Seel (ideiglenes jelöléssel 1984 LK) a Naprendszer kisbolygóövében található aszteroida. B. A. Skiff fedezte fel 1984. június 2-án.